# Igelkraftwurz
Die Igelkraftwurz (Oplopanax horridus) ist eine Pflanzenart aus der Gattung Oplopanax in der Familie der Araliengewächse (Araliaceae). Sie ist im Nordwesten Nordamerikas heimisch.

## Beschreibung

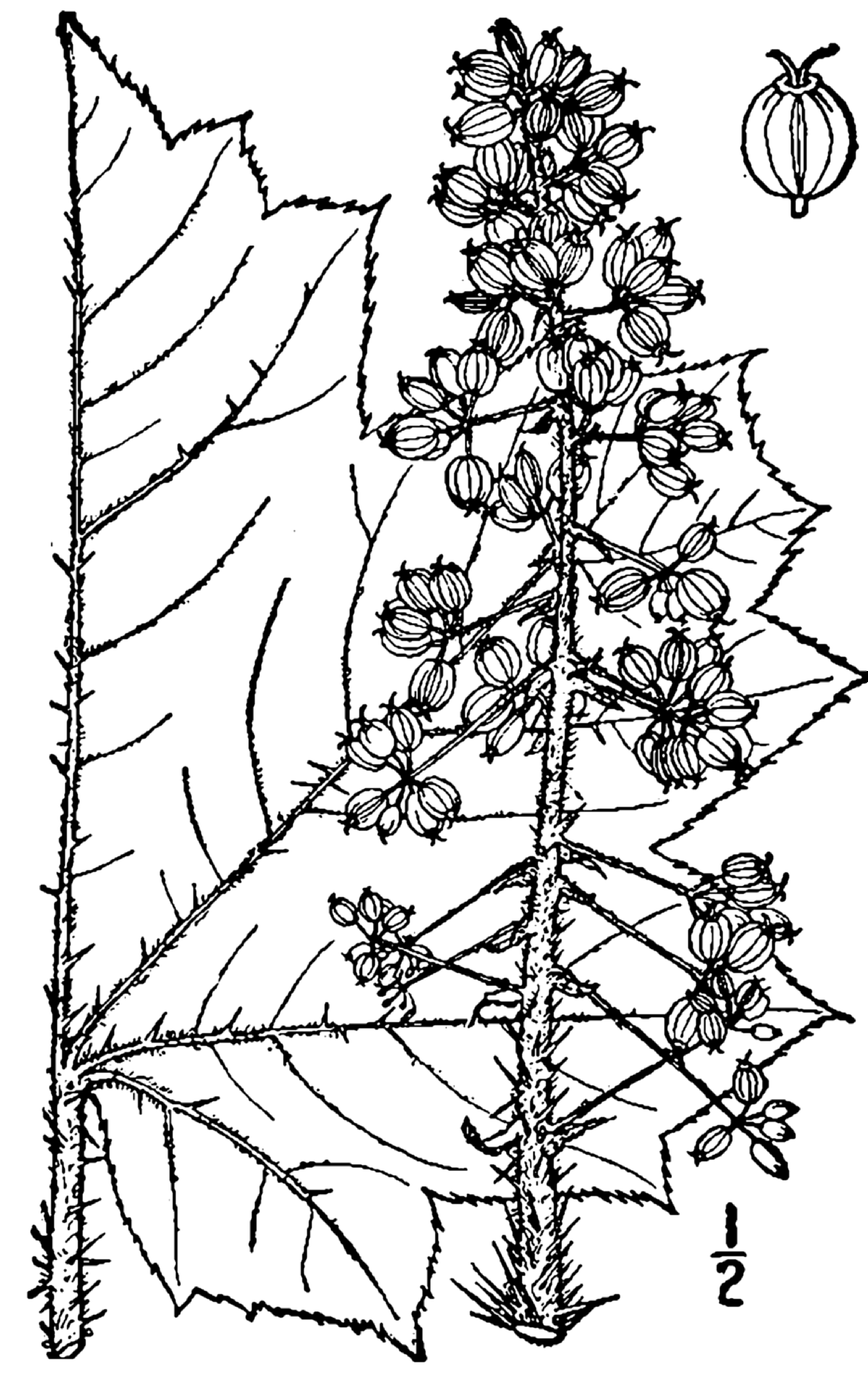
Illustration

### Erscheinungsbild und Laubblatt
Die Igelkraftwurz wächst als sommergrüner Strauch, der Wuchshöhen von 1 bis 3 Meter erreichen kann. Die Zweige, Blatt- und Blütenstandsachsen sind dicht mit bis zu 1 Zentimeter langen Stacheln besetzt.
Die wechselständig an den Zweigen angeordneten Laubblätter besitzen an einen kräftigen, bis zu 30 Zentimeter langen Blattstiel. Die einfache, papierartige, bis zu 35 Zentimeter lange und 40 Zentimeter breite Blattspreite ist an der Spreitenbasis tief herzförmig und fünf- oder siebenlappig. Die Blattlappen besitzen ein spitz zulaufendes oberes Ende. Der Blattrand ist unregelmäßig spitzen Zähnen gesägt. Auf der handnervigen Blattspreite sind sieben erhabene Hauptnerven vorhanden, die mit Stacheln versehen sind.

### Blütenstand und Blüte

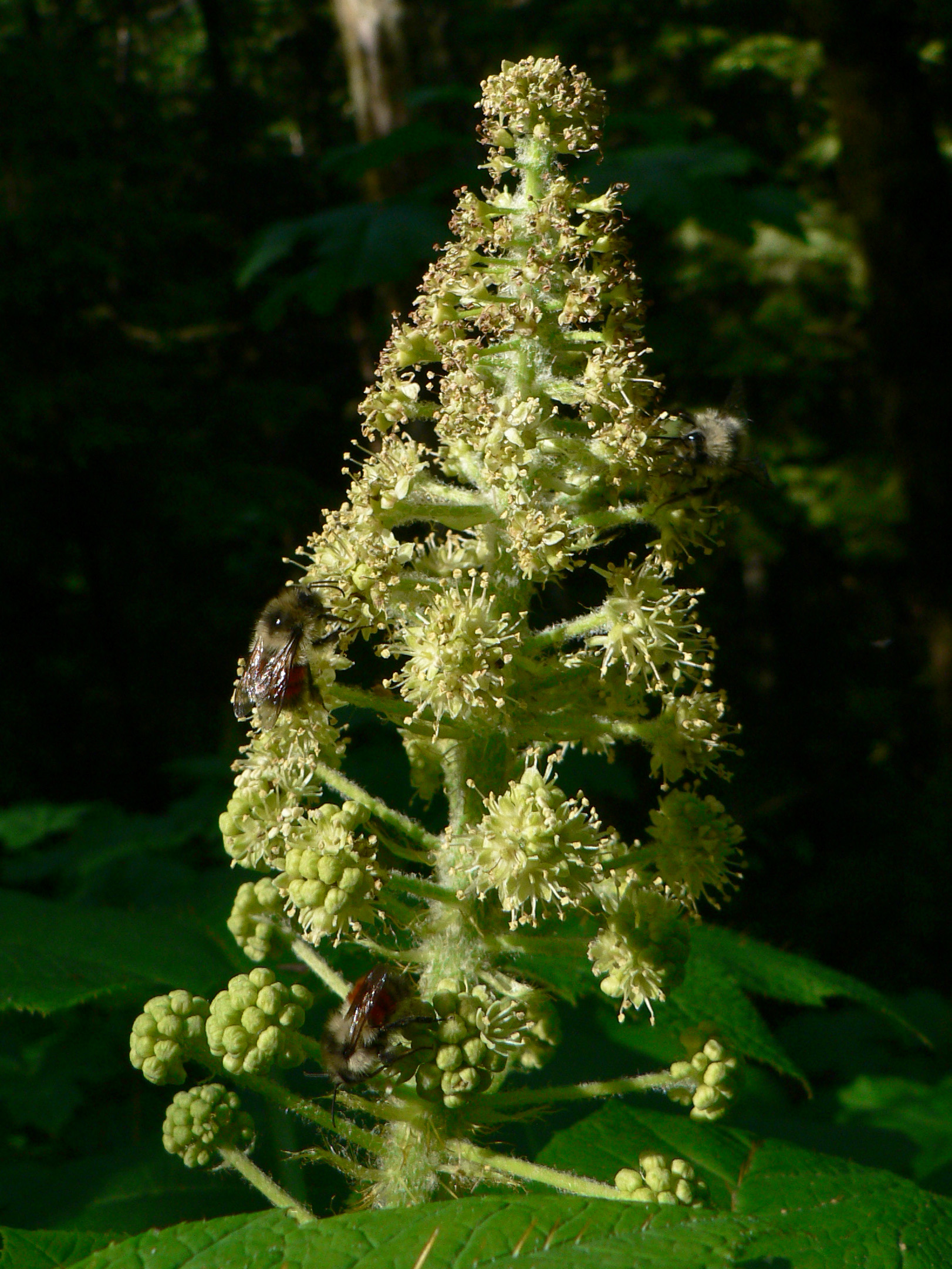
Der traubige Gesamtblütenstand enthält doldige Teilblütenstände mit jeweils mehreren Blüten

Der endständige, traubige Gesamtblütenstand ist etwas kürzer als die Laubblätter und besteht aus mehreren kompakten, doldigen Teilblütenständen, die jeweils 10 bis 30 Blüten enthalten und von denen die untersten bis zu 5 Zentimeter lang sind. Jeder Teilblütenstand steht über einem papierartigen, bei einer Länge von etwa 1 Zentimeter länglichen, ausgefransten Tragblatt. Der kurze, zottig behaarte Blütenstiel verlängert sich bis zur Fruchtreife.
Die zwittrigen Blüten sind fünfzählig mit doppelter Blütenhülle. Die fünf etwa 2 Millimeter langen Kelchblätter stehen zu einem bei der Anthese einen Durchmesser von 1,5 Millimeter aufweisenden Kelch zusammen. Die 2 bis 3 Millimeter langen und 1 bis 1,5 Millimeter breiten Kronblätter sind fast häutig und enden spitz. Es ist ein fleischiger, abgeflachter Diskus vorhanden. Es ist ein Kreis mit fünf Staubblättern vorhanden. Die dünnen, etwa 4 Millimeter langen Staubfäden verschmälern sich an ihrer Basis. Die breit-kugeligen Staubbeutel weisen einen Durchmesser von etwa 1 Millimeter auf. Der etwas fleischige bis zu 1 bis 3 mm lange Griffel besteht schon an seiner Basis aus zwei Griffelästen, die spitz enden.

### Frucht

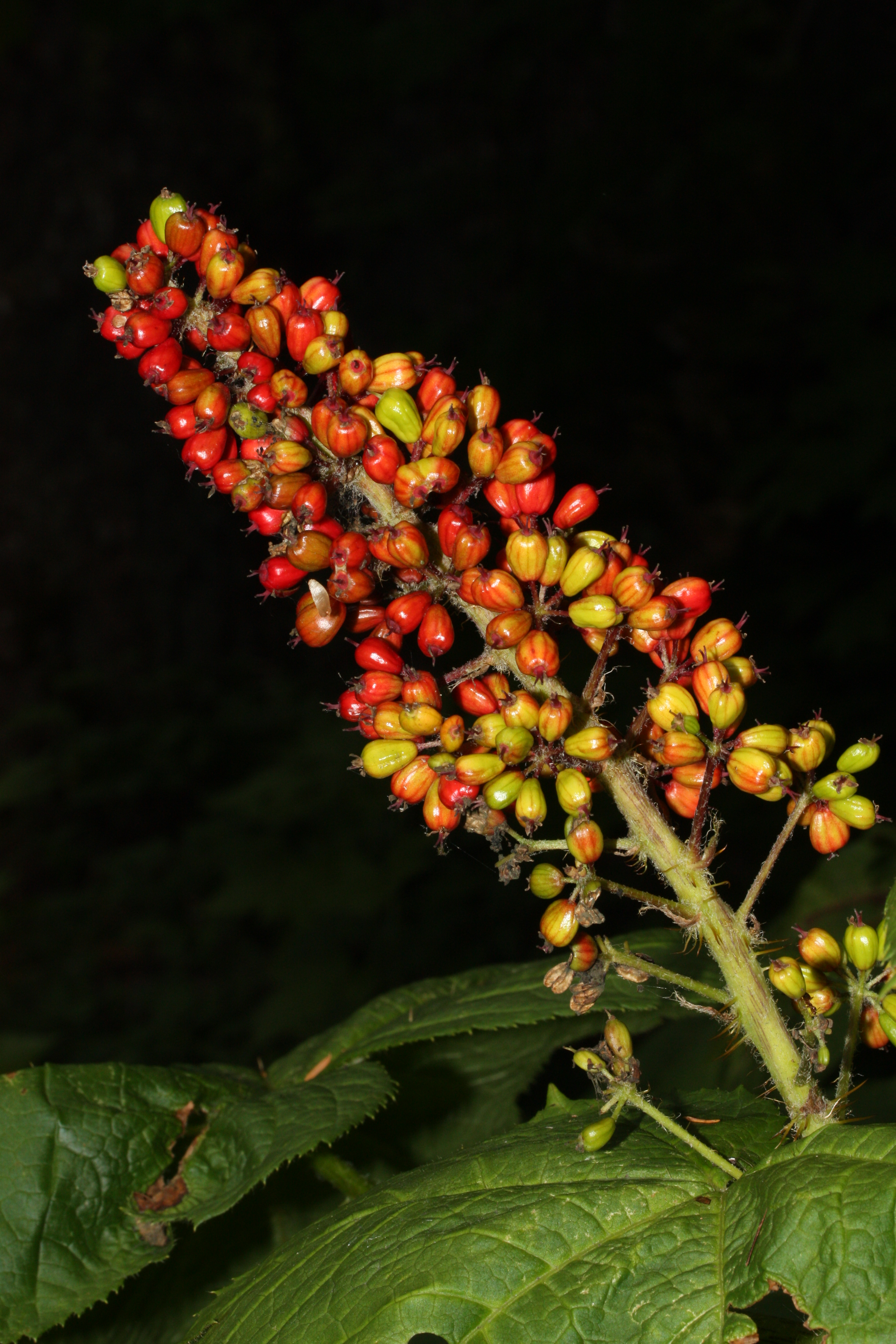
Fruchtstand mit reifenden, sich rot färbenden Steinfrüchten

Der kahle Fruchtstiel ist bis zu 8 Millimeter lang. Die beerenartigen Steinfrüchte sind bei einem Durchmesser von etwa 7 Millimeter anfangs kugelig, später etwas abgeflacht. Der Griffel bleibt lange an der Frucht erhalten. Die Samen sind länglich.

### Chromosomenzahl
Die Chromosomenzahl beträgt 2n = 48.

## Vorkommen
Das natürliche Verbreitungsgebiet der Igelkraftwurz liegt im Nordwesten Nordamerikas. Es erstreckt sich von Süd-Alaska und Winnipeg im Norden bis nach Oregon, Idaho und Montana und Ontario im Süden. Weiters gibt es ein Vorkommen auf der Isle Royale in Michigan.
Die Igelkraftwurz gedeiht meist in feuchten Wäldern, in denen man sie vor allem in der Nähe von Gewässern findet. Sie kommt auf feuchten Böden vor.

## Systematik
Die Erstbeschreibung als Panax horridus erfolgte 1813 durch James Edward Smith in The Cyclopaedia; or, universial dictionary of arts, ..., 26, S. 10. Friedrich Anton Wilhelm Miquel überführte sie 1863 in Annales Museum Botanicum Lugduno-Batavi, 1, S. 16 in die Gattung Oplopanax. Einige Synonyme für Oplopanax horridus (Sm.) Miq. sind unter anderem Echinopanax horridum (Sm.) Decne. & Planch. ex Harms, Fatsia horrida (Sm.) Benth. & Hook. f., Horsfieldia horrida (Sm.) Seem. und Ricinophyllum horridum (Sm.) A.Nelson & J.F.Macbr.

## Nutzung
Die Igelkraftwurz fand, vor allem wegen ihrer schmerzstillenden Wirkung, häufig in der Medizin der Indigenen Völker Verwendung. Die Wurzelrinde und die Stängel haben eine schmerzlindernde, antirheumatische, entzündungshemmende, appetitanregende, blutzuckersenkende, blutreinigende, menstruations- und laktationsfördernde sowie kräftigende Wirkung. Sie werden vor allem gegen Erkältungen, Bronchitis, Tuberkulose und Magenprobleme eingesetzt. Gegen Rheuma wurde ein Absud aus den Wurzeln eingenommen und die betroffenen Körperteile eingerieben. Weiters fand der Absud als Augenwaschung gegen Katarakte Verwendung. Umschläge aus der Rinde wurden gegen Schmerzen eingesetzt. Aus der Wurzelrinde kann ein Extrakt gewonnen werden das den Blutzucker senkt. Die innere Rinde führt in höheren Dosen zum Erbrechen und wirkt abführend. Die verbrannten Stängel wurden mit Öl gemischt und als Salbe gegen Schwellung eingesetzt. Die Früchte wurden zermalmt und in die Haare geschmiert um Schuppen und Kopfläuse zu bekämpfen.
Die jungen oberirdischen Pflanzenteile sind genauso wie die unterirdischen essbar, müssen aber geschält und gekocht werden.
Weiters findet die Igelkraftwurz gelegentlich als Zierpflanze Verwendung.